# Maeda@media
maeda@media est un ouvrage du designer américain John Maeda, publié en 2000 par Thames & Hudson. Ce livre volumineux offre un panorama des créations graphiques de l'auteur réalisées au cours de la décennie précédente. Le livre est préfacé par Nicholas Negroponte, cofondateur du Media Lab du MIT. Lors de l'élaboration de ce livre, Maeda est professeur au Media Lab.

## Structure du livre
Le livre est structuré en douze chapitres :
1. Init. Dans ce chapitre, illustré de photographies noir et blanc, Maeda décrit les étapes du processus de fabrication traditionnel du tofu, dans l'entreprise familiale de son père, qui a émigré du Japon aux Etats-Unis en 1957.
2. Begin. Maeda parle de sa première rencontre avec l'informatique, l'écriture d'un logiciel de comptabilité. Il raconte son intérêt pour le lien entre informatique et expression visuelle, qu'il a développé lors de ses études au Japon. Il présente un logiciel conçu sur NeXT, qui produisait des visuels pour l'exposition Design Machines montrée à Tokyo en 1994.
3. Electric dot.
4. Reactive.
5. Paper.
6. Static.
7. Four colors.
8. Online.
9. Noise.
10. Now.
11. Space.
12. Computer.